# 式場壮吉
式場 壮吉（しきば そうきち、1939年（昭和14年）2月9日 - 2016年5月17日）は、日本の実業家・自動車評論家、元レーシングドライバー。

## 経歴

### 生い立ち
千葉県市川市の病院経営者の家に生まれ、精神病理学者の式場隆三郎の甥にあたる。
成城大学文芸学部在学中より輸入車をドライブし、同郷の後輩であった浮谷東次郎や、生沢徹、本田博俊、杉江博愛（後の徳大寺有恒）、福澤幸雄など日本のモータースポーツ草創期を支えたドライバー達と親交があった。
音楽にも親しみ、アマチュアのジャズマンとしてホテルオークラや東京・飯倉のイタリア料理店「キャンティ」などに出入りし、ミッキー・カーチス（のちにレーサーとしても活躍）やムッシュかまやつ、堺正章などの芸能人とも親しかった。

### レースデビュー

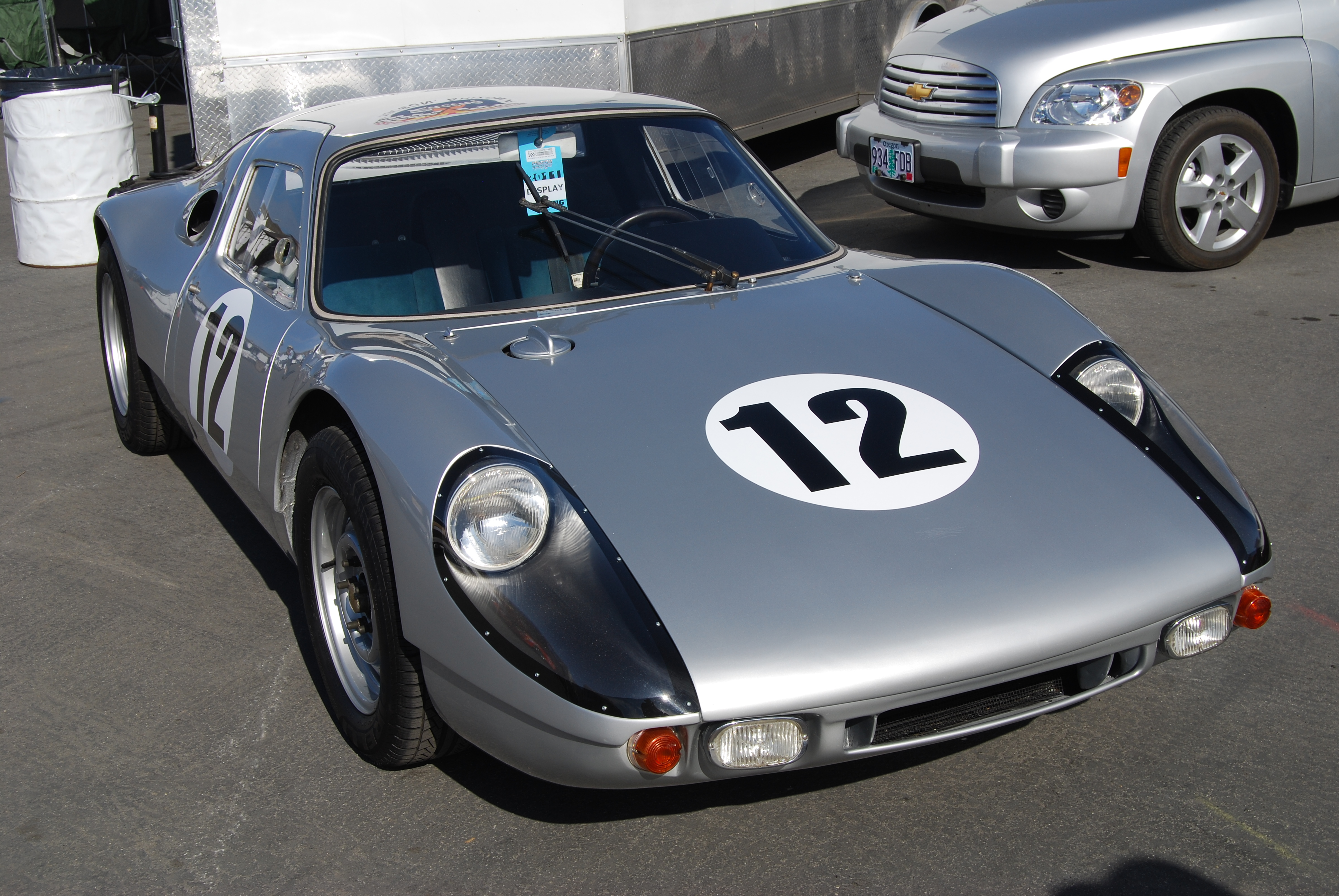
ポルシェ・904

1961年3月に成城大学文芸学部を卒業後、出版社に勤務。
その傍ら、1963年の第1回日本グランプリ（鈴鹿）にむけてトヨタとワークスドライバー契約を結び、日本GPではC-Vクラスでコロナをドライブして優勝した。
第2回日本グランプリではT-VIクラスでクラウンをドライブし、性能に勝るプリンス・グロリア勢を相手に3位を獲得した。
また、GT-IIクラスではワークスからではなく個人エントリーにてポルシェ・904で参戦し優勝を果たしている。
このレースでは、新型ポルシェの入手経緯や、予選クラッシュ後の修復作業、決勝で生沢のスカイラインGTに先行された1周（「スカイライン伝説」の誕生）など、著名なエピソードを残すことになった（詳細は当該記事を参照）。

### 引退
その後、浮谷や生沢らとヨーロッパを訪問し、イギリスのジム・ラッセル・レーシングスクールに短期入学。
1965年の日本GPにむけてロータス・エラン (26R) を入手したが、大会が中止となり、そのままレーサーを引退した。
（なお、代わって開催された全日本自動車クラブ選手権（船橋CCC）では、浮谷がエランをドライブして優勝した）

### 引退後
杉江らと共に、『シキバエンタープライズ』を設立。自動車関連のアクセサリーブランドである『レーシングメイト (RACING MATE)』 を立ち上げ、浮谷や生沢のレース活動を裏方からサポートした。
彼らのトレードマークである四葉のクローバーや、ヴァンヂャケット (VAN) とのダブルネームは、当時の若者の憧れのファッションアイテムとなった。
また、自動車雑誌『カーマガジン』（ベースボール・マガジン社刊）の責任編集を行なった。
しかし1960年代末、レーシングメイトは倒産。カーマガジンも廃刊となった。
その後は、市川市国府台の精神科病院・式場病院の理事長だった父の跡を継いで同病院の経営に関わり、専務理事を経て理事長を務めるに至った。

### 晩年
レース引退後も自動車愛好家であり、フェラーリやベントレーなどを日常の足として愛用。1990年代にはブガッティ（第2期）のアドバイザーを務めた。
『NAVI』や『ENGINE』などの自動車雑誌に度々登場し、ミッレミリアなどのクラシックカーレースにも時々参加していた。
晩年も様々な雑誌や、妻である台湾の歌手・欧陽菲菲と様々なイベントに顔を出すなどしていた。
2016年5月17日、肝不全のため都内の病院で死去。77歳だった。

## 家族
精神病理学者の式場隆三郎を伯父に持ち、1978年に台湾の国民的歌手である欧陽菲菲と再婚した。
義妹の欧陽ベベ (BeiBei) は、渋谷区猿楽町で中華料理店を営む実業家である。

## 主な愛車遍歴
- ポルシェ・356 1500スーパー（初の愛車）
- ポルシェ・904（ドイツより空輸。日本グランプリ出場）
- AC・コブラ（日本上陸1号車）
- ランボルギーニ・ミウラ
- ランボルギーニ・カウンタック（日本上陸3号車）
- フェラーリ・365BB
- ロールスロイス・シルバーシャドー
- ロールスロイス・コーニッシュ
- フェラーリ・F40
- ブガッティ・EB110
- ベントレー・アルナージ
- ベントレー・アズール
- ロールスロイス・ファントム
- フェラーリ・エンツォフェラーリ
- ベントレー・コンチネンタルGTC
- ロールスロイス・ゴースト
- フェラーリ・F12ベルリネッタ